# Desmoscolex dussarti
Desmoscolex dussarti är en rundmaskart som beskrevs av Juget 1969. Desmoscolex dussarti ingår i släktet Desmoscolex och familjen Desmoscolecidae. Inga underarter finns listade i Catalogue of Life.